# Kepler-19
Kepler-19 é uma estrela de magnitude aparente 12,04 localizada na constelação de Lyra. Possui uma temperatura de 5 541 K e uma massa de 0,936 massas solares. Seu raio é estimado em 0,850 raios solares.
Em 2011, a sonda Kepler descobriu um planeta orbitando Kepler-19. Possui um período orbital de 9,28 dias, uma massa máxima de 20,3 massas terrestres e um raio de 2,2 raios terrestres. A órbita desse planeta é perturbada por outro corpo no sistema, denominado Kepler-19c. Esse planeta não pode ter um período orbital maior que 160 dias e uma massa maior que 6 MJ.
| Planeta            | Massa    | Semieixo maior (UA)  | Período orbital (dias) | Excentricidade |
| ------------------ | -------- | -------------------- | ---------------------- | -------------- |
| b                  | <20,3 M⊕ | 0,118 +0,0008 −0,002 | 9,2869944 ± 0,0000088  | ?              |
| c (não confirmado) | <6 MJ    | ?                    | <160                   | ?              |